# Bandyhall
En bandyhall är en bandybana som täcks av tak och väggar. Många av de större bandyhallarna är så kallade evenemangsarenor som till exempel kan användas för till exempel hastighetsåkning på skridskor och konserter. Antalet bandyhallar har ökat under 2000-talet, vilket lett till en utveckling där elitbandyn allt oftare spelas inomhus, medan lägre serier samt bandy på ungdoms- och motionsnivå fortfarande spelas utomhus.
Bandyhallar möjliggör en förlängd tävlingssäsong. Förutom förbättrade träningsmöjligheter har bandyhallar också byggts för att möta den globala uppvärmningen och de medföljande mildvintrarna i början av seklet.

## Bakgrund
Den första bandyhallen i världen var Olympiahallen i Moskva, den byggdes inför sommar-OS 1980 och stod 1989 värd för herrarnas bandy-VM. Nordens första bandyhall var Vikingskipet i Hamar i Norge, den invigdes 1992 och stod värd för herrarnas bandy-VM 1993.
I Sverige började man under slutet av 1990-talet planera anläggning av inomhushallar för bandy i Sandviken och i Vetlanda. I början av 1997 hade även en projektgrupp i Västerås kallad "Sveriges första inomhushall för bandy i Västerås" kommit igång med planer på att bygga om Rocklunda bandystadion till inomhushall . Men den första bandyhallen i Sverige blev i stället Edsbyn Arena i Edsbyn, som invigdes av kung Carl XVI Gustaf den 22 september 2003. Till en början saknades väggar, vilka tillkom efter säsongen 2003–2004. De följande säsongerna nådde Edsbyns IF stora framgångar, många kopplade framgångarna till de möjligheter som bandyhallen gav.
Edsbyns IF kunde tack vare hallen gå på is i början av augusti och börja spela träningsmatcher på hemmaplan, med ambitionen att kunna spela kvalitetsmatcher från tiden kring den 1 september, för att förlänga säsongen och börja seriespelet tidigare. Många menar även att försäsongens helgturneringar som Champions Cup och World Cup bör slopas, då de anser att spelprogrammet tröttar ut spelarna, och ersättas av en längre reguljär säsong med bland annat tidigarelagd seriepremiär.
Under 2007 fick Sverige två nya bandyhallar. ABB Arena i Västerås invigdes i oktober och Ale Arena i Bohus i november.
Den 9 maj samma år hade Svenska Bandyförbundet anordnat en informationsträff kring bandyhallar. Förbundets ordförande Håkan Ramsin meddelade den 31 oktober att inomhushall kommer att bli ett krav för spel i Elitserien. Ett liknande beslut några år tidigare hade ställt samma krav på konstfrusna isbanor. En tid senare satte styrelsen målet att hela Elitserien skall spelas inomhus senast säsongen 2013/2014.
De kommande åren byggdes allt fler bandyhallar, i oktober 2022 fanns 19 färdiga hallar i Sverige.

## Bandyhallar i världen

### Belarus
- Minsk-Arena, Minsk, är en multiarena som är unik för Europa i sin funktionalitet och komplexitet. Det har varit tal om att spela VM där.[16] Normalt spelas inte bandy där. 360-graders panorama:

### Finland

#### Planerade hallar i Finland
Det finns spekulationer om att bygga ett antal hallar i Finland. Konkreta planer finns i Helsingfors, Borgå och Imatra. Bandyhallen i Helsingfors beräknas börja byggas 2022. I Villmanstrand är det bestämt att den första hallen ska byggas.

### Japan

#### Planerade hallar i Japan
Från Japan har man frågat Ryssland om hjälp för att projektera en hall.

### Kazakstan

#### Planerade hallar i Kazakstan
I Oral, den stad där landets enda professionella klubb finns, planerades en hall, men den nya stadsledningen sa senare att inga pengar till det fanns.

### Kina
Kinas äldsta skridskolöpningshall, den i Harbin, staden som är kinesisk bandys centrum, har en hel isyta. Det är oklart om det är samma hall som general manager Per-Erik Holmström och förbundskapten Hasse Johansson nämner.

### Norge

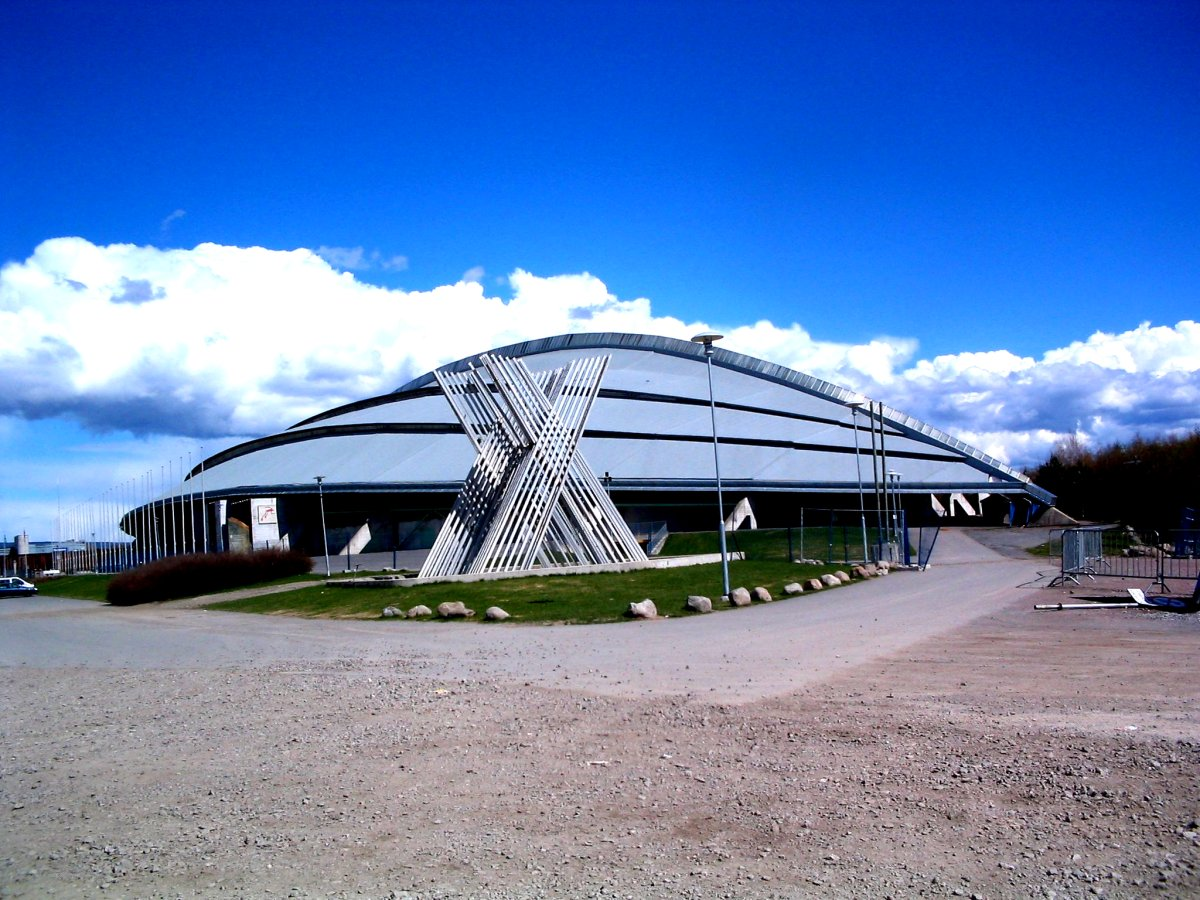
Vikingskipet i Hamar, Norge, invigdes 1993.

- Vikingskipet, Hamar, invigd 1993, 20 000 åskådare.
- Arena Nordvest, Kristiansund, multiarena som stod klar 2018.[26] Ingen bandyklubb finns i staden, men när den konstfrusna utomhusbanan invigdes 2009, spelade Stabæk och Mjøndalen en match i Eliteserien.[27][28]

#### Planerade bandyhallar i Norge
Valle Hovin i Oslo, Norges första konstisbana för bandy, kommer kanske att bli en inomhusarena. Även i Nedre Romerike, Bergen och Trondheim finns planer.

### Ryssland

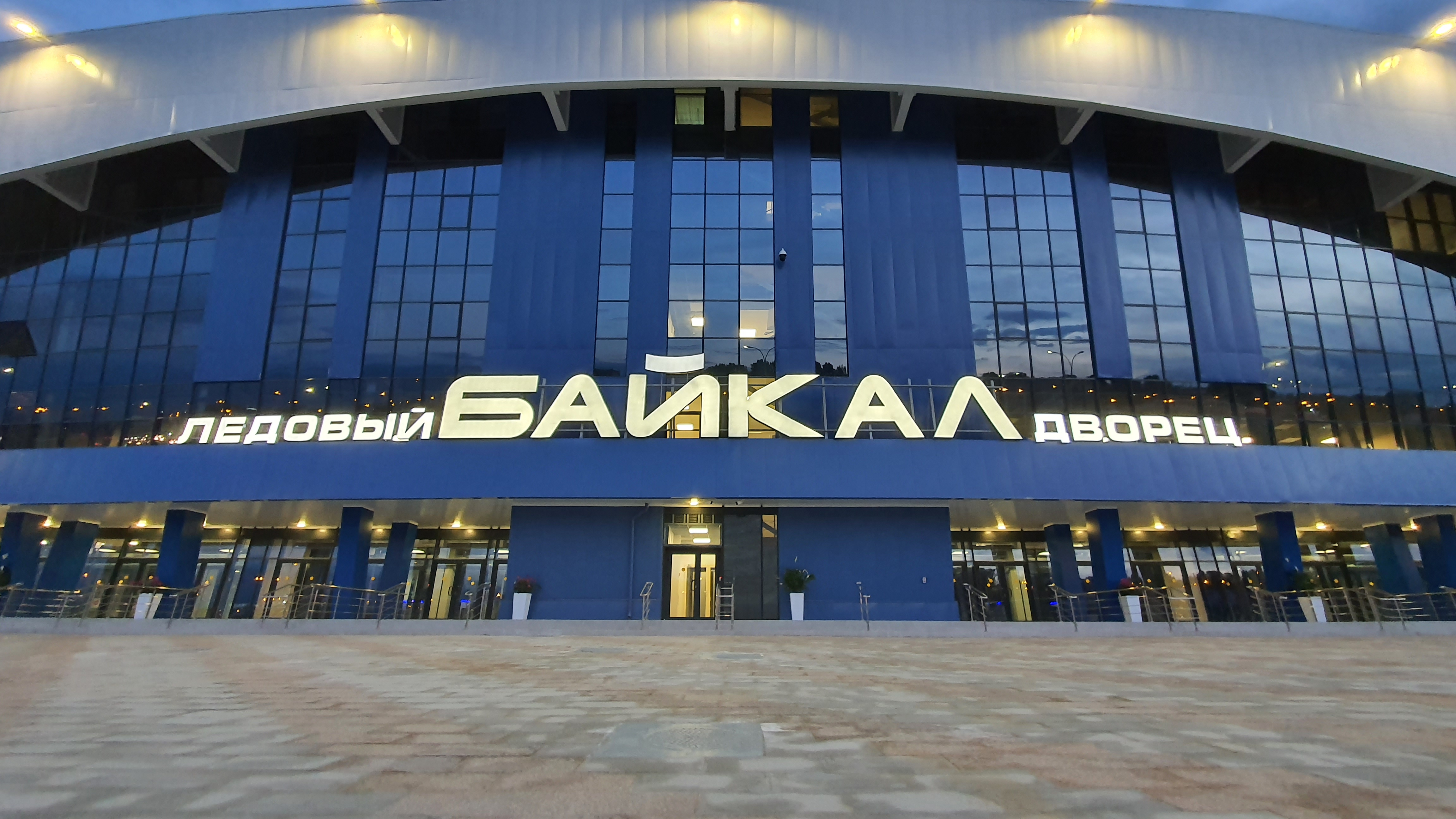
Entrén i Irkutsk

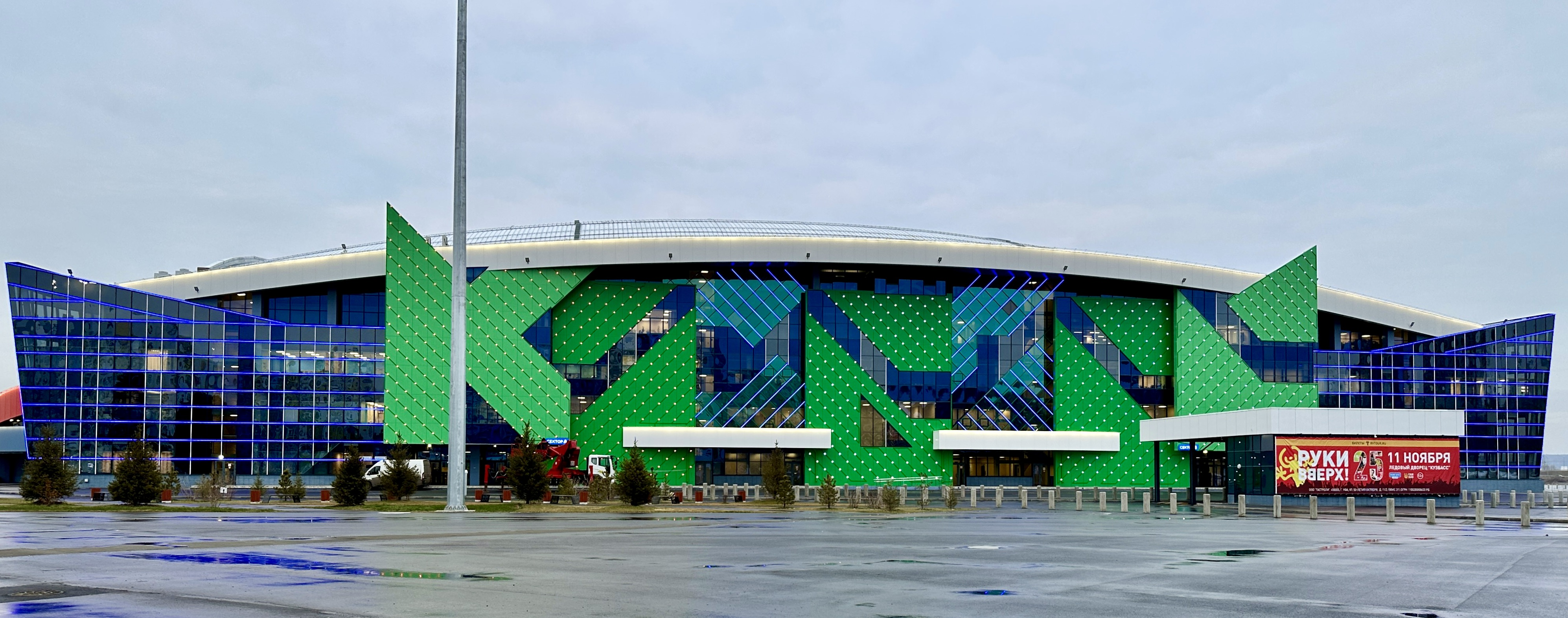
Rysslands senaste bandyhall

- Krylatskoje Sport Complex,[32] Moskva, invigd 2004, 8 300 åskådare.
- Gubernskij Tsentr Sporta Stadion Chimik,[33] Kemerovo, blev Rysslands första renodlade bandyhall och tillhör Chimikstadion. Den har använts för träning, tränings- och cupmatcher av HK Kuzbass. Under försäsongen 2008/2009 spelade Vetlanda BK och Västerås SK turneringen Kuzbass Cup där.
- Volga-Sport-Arena,[34] Uljanovsk, invigd 2014, 5 000 åskådare.
- Uralskaja Molnija,[35][36] Tjeljabinsk, är en hall med tekniska möjligheter till bandyspel, även om sporten inte finns i staden.
- Jerofej Arena,[37] Chabarovsk
- Stadion Jenisej,[38] Krasnojarsk
- Ledovyj Dvorets Bajkal,[39][40] Irkutsk
- Ledovyj Dvorets Kuzbass,[41] Kemerovos andra bandyhall. Invigdes 2021.

#### Tidigare bandyhallar i Ryssland
- Olympiahallen (Olimpijskij),[42] Moskva, multiareana som byggdes till OS 1980. VM har gått där 1989 och 2008, 28 082 åskådare. 2019 stängdes den för ombyggnad, och började demoleras 2020.[43] Efter ombyggnaden är den inte en bandyarena.

#### Planerade bandyhallar i Ryssland
- Murmansk[44]
- Pervouralsk[45][46][47][48]
- Syktyvkar[49][50][51]

#### Halldiskussioner i Ryssland
- Abakan[52][53]
- Archangelsk[54]
- Birobidzhan[55]
- Kirov[56]
- Kazan[57][58]
- Nizjnij Novgorod[59][60]
- Sankt Petersburg[61][62]
- Saratov[63]
- Ufa[64]

Efter bandyns debut vid Vinteruniversiaden talas det om regeringsunderstödda projekt i fem regioner.

### Storbritannien

#### Planerade hallar i Storbritannien
För närvarande finns det ett projekt som, om finansieringen lyckas, skall leda till en bandy- och hastighetsskridskoåkningshall i Östangeln, Littleport Ice Stadium Project.

### Sverige
Sorterade i storleksordning
(namn, ort, datum för invigning, antal åskådare för bandy)
- Strawberry Arena, Solna, med skjutbart tak, 50 000 åskådare. 2013 och 2014 spelades SM-finalen där.[68]
- Tele2 Arena, Stockholm, med skjutbart tak, 30 000 åskådare. 2015-2017 spelades SM-finalen där.[69]
- ABB Arena, Västerås, invigd 20 oktober 2007, 9 000 åskådare.
- Arena Vänersborg, Vänersborg, invigd 24-27 september 2009, 5 500 åskådare.
- Sparbanken Lidköping Arena, invigd 25 december 2009[70], 4 300 åskådare.
- Svenska Fönster Arena (Edsbyn Arena), Edsbyn, invigd 22 september 2003, 4 000 åskådare.
- Göransson Arena, Sandviken, invigd 30 maj 2009, 4 000 åskådare.
- Slättbergshallen, Trollhättan, invigd 14 november 2009[71], 3 500 åskådare.
- SBB Arena, Bollnäs, invigd 18 oktober 2022.[72], 3 500 åskådare

- Ruddalens IP, Göteborg, invigd 2022.[73], 3 500 åskådare.
- Helsingehus Arena, Söderhamn[74][75], invigd 2017, 3 000 åskådare

- Ale Arena, Ale kommun, invigd 17 november 2007, 2 500 åskådare.
- Hydro Arena, Vetlanda, byggstart maj 2010, invigd 10 september 2011, 2 100 åskådare.
- Eriksson Arena, Åby[76], första matchen spelad 6 november 2019, 2 000 åskådare[77]
- Gubbängens skridsko- och bandyhall, Stockholm, invigd 24 augusti 2020, 2 000 åskådare[78]
- Backavallen, Katrineholm, invigd 16 oktober 2020, 2 000 åskådare
- Behrn Arena, Örebro, invigd 14 november 2009, 1 700 åskådare
- Stinsen Arena, Nässjö, invigd 11 oktober 2012, 1 500 åskådare
- Tingvalla isstadion, Karlstad, färdig för bandyspel 2021, invigd 2022, 1 500 åskådare.[79]
- Billingens isbana, Skövde (endast tak, inga väggar).[80], invigd 2021, 1 300 åskådare.
- Rättvik Arena, Rättvik, byggstart 2008[81], färdig 2009, invigd 13 juni 2010.[82], 1 000 åskådare.
- Åby isstadion, Mölndal, invigd 2023,1 000 åskådare.
- Recoverhallen (tidigare Relitahallen), Uppsala, invigd den 11 september 2011, 350 åskådare

#### Planerade bandyhallar i Sverige
- Kungälv, beslutad men inte påbörjad.[83]
- Skutskär, planerad men inte påbörjad.[84]
- Finspång, planerad men inte påbörjad.[85]
- Motala, planerad men inte påbörjad.[86]
- Falun, planerad men inte påbörjad.[87]